# 沈并昇
沈并昇（1956年—），广西贵港人，壮族，中华人民共和国政治人物、第十一届全国人民代表大会广西地区代表。
毕业于广西民族学院中文专业，是中共党员。担任贵港职业技术学院党委书记。2008年起担任全国人大代表。